# الفلوجة
الفَلّوجَة مدينة في قضاء الفلوجة في محافظة الأنبار وسط العراق. في غرب محافظة بغداد، والبعد بينهما 60 كيلو مترا، مساحة مدينة الفلوجة 4 آلاف هكتار، يسكن فيها عشائر وأفراد من قبائل عربية تدين بالإسلام. ومعنى الفلوجة في اللغة هي الأرض الصالحة للزراعة حيث تتفلج تربتها حين يمسها ماء السماء عن خيرات الأرض. يبلغ عدد سكان المدينة 286342 نسمة في عام 2020، حسب تقديرات وزارة التخطيط العراقية، ، وينحدر أغلب سكان الفلوجة من عشائر كبيرة في العراق مثل قبيلة الجميلة وعشائر الدليم بكل فروعها (البو علوان والمحامدة والفلاحات والحلابسة والبونمر والبوفهد)، والجبور والكبيسات، والبوعيسى والعنزة والجنابيين والراويين والعانيين وزوبع وقبيلة بني تميم بفروعها (العيايشة والبو ذهيبة والبو سهيل والبو فياض)، ومجموعة من العشائر الأخرى وفيها مجموعة من الأكراد.
يطلق على المدينة أيضا لقب مدينة المساجد لكثرة مساجدها التي عددها 132 مسجداً وفقاً لموقع مساجد العراق، وبحسب قناة الجزيرة عددها أكثر من 220 مسجداً.

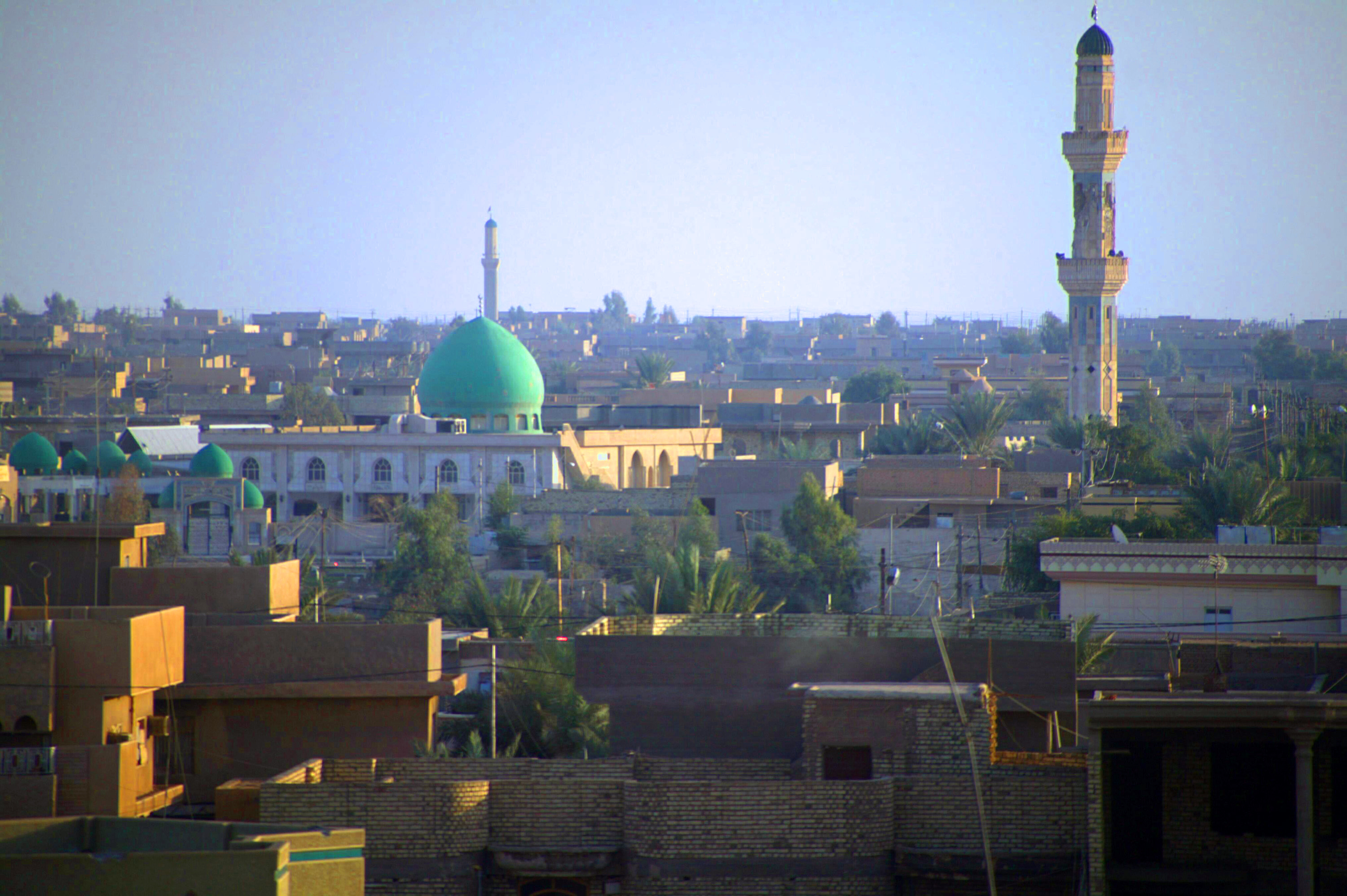
منظر لأحد مساجد الفلوجة

## تاريخ

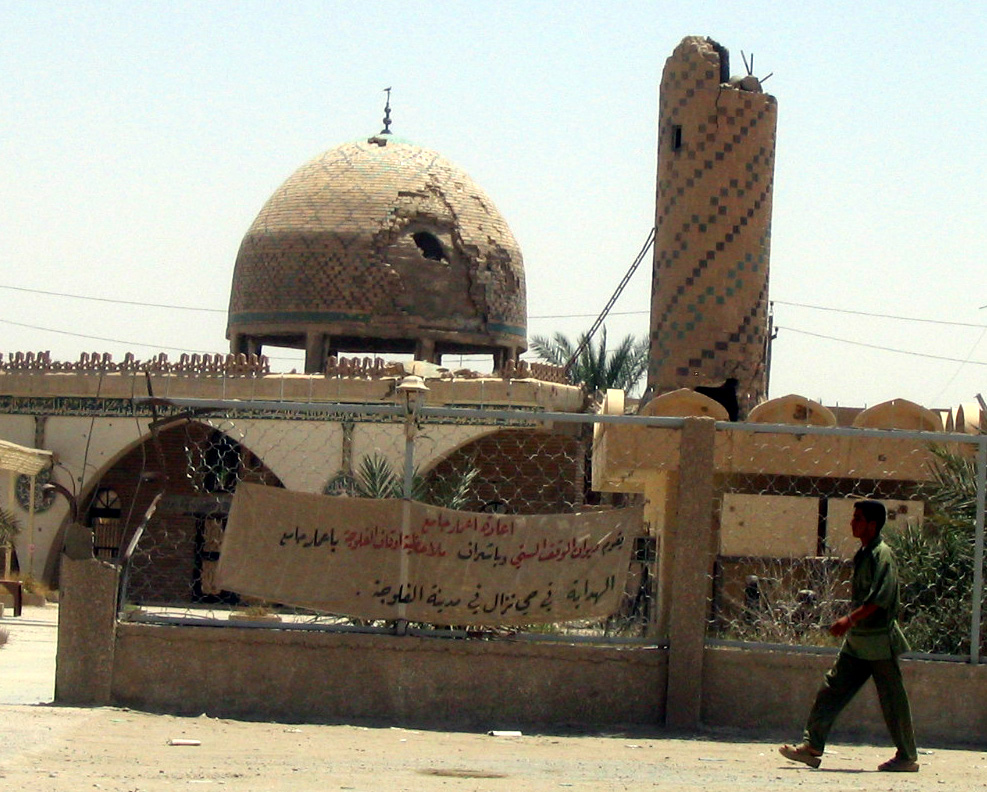
منظر لأحد مساجد الفلوجة المهدمة نتيجة الحرب

هناك مؤشرات إن المنطقة المحيطة بالمدينة موغلة منذ القدم وإنها كانت آهلة بالسكان منذ زمن البابليين. وهناك عدة نظريات عن منشأ تسمية المدينة، وإحدى هذه النظريات يرجع أصول تسميتها إلى الكلمة الآكادية (بلوكاتو) أو (فلوقات)، ولم تشير الدراسات التاريخية بالدقة والتحديد عن تاريخ نشوء الفلوجة أو استيطان الإنسان لها.
بنيت مدينة الفلوجة قرب مدينة الأنبار التأريخية والتي فتحها خالد بن الوليد عام 12 هجرية الموافق 633 م، في عهد الخليفة عمر بن الخطاب. وتعرف الفلوجة بمدينة المساجد لكثرة المساجد ومنها الجامع الكبير المؤسس عام 1899م، وجامع الخلفاء وجامع أبي بكر الصديق وجامع عمر بن الخطاب وجامع عثمان بن عفان وجامع علي بن أبي طالب، وجوامع أخرى كثيرة.
ولقد اتخذ العثمانيون مدينة الفلوجة كمحطة استراحة لهم في الطريق الصحراوي المؤدي إلى بغداد. وفي عام 1920 إبان الأحتلال البريطاني، شهدت المدينة اضطرابات بسبب مقتل الضابط الإنكليزي جيرارد ليجمان على يد أحد شيوخ العشائر.
وفي عام 1941م، حينما فرضت بريطانيا انتدابها على العراق، بعد أن احتلته قواتها في أعقاب الحرب العالمية الأولى وفصلته عن الدولة العثمانية، حاولت القوات البريطانية دخول الفلوجة لكن المقاومة تصدت لها.
في عام 1947م، كان يبلغ عدد سكان مدينة الفلوجة حوالي 10,000 نسمة فقط، وبعد الاستقلال ازداد عدد سكان المدينة بسرعة. وكان لموقعها على الطريق السريع قرب بغداد جعلها مدينة مهمة بالنسبة للتجارة وبالإضافة لاحتوائها على منطقة صناعية.
وفي عهد الرئيس العراقي السابق صدام حسين كانت المنطقة تعتبر إحدى المناطق الرئيسية في العراق وعدد من ضباط الجيش العراقي السابق وحزب البعث ولكن هذا لم يمنع من قيام بعض الحركات ضد حكم الرئيس السابق صدام حسين منها حركة محمد مظلوم الدليمي في التسعينات والتي انتهت بقمعها وإعدام قادتها ومواجهات واسعة في الرمادي.

## أحياء الفلوجة
| اسم الحي  | مساحته هكتاراً | عدد سكانه |
| الرصافي   | 38.3          | 6521      |
| المعتصم   | 35            | 10586     |
| الجولان   | 144.6         | 27353     |
| الأندلس   | 59.3          | 12099     |
| الجمهورية | 41            | 13480     |
| المعلمين  | 126.1         | 14481     |
| الضباط    | 123.6         | 17693     |
| الوحدة    | 58.4          | 11784     |
| الشرطة    | 116.1         | 19474     |
| القادسية  | 142.7         | 17404     |
| الرسالة   | 98.7          | 20523     |
| نزال      | 119.8         | 19155     |
| التأميم   | 101.4         | 6757      |
| الصناعي   | 183.5         | 1075      |
| الخضراء   | 135.1         | 7820      |
| اليرموك   | 180.1         | 11101     |
| السلام    | 57.9          | 278       |
| الأمين    | 154.5         | 585       |
| المأمون   | 133.7         | 311       |
| المنصور   | 144.8         | 343       |

## سكان الفلوجة
يزداد سكان مدينة الفلوجة كل سنة، ويتنوع التوسع في استعمالات الأرض، فيشمل ذلك الاستعمال السكني والصناعي والتجاري، وقدّرت دائرة الإحصاء عدد سكان الفلوجة سنة 2020 أنهم 286342 ساكناً.
| السنة | العدد  |
| 1987  | 149681 |
| 1997  | 190762 |
| 2007  | 218824 |

## بعد سقوط بغداد

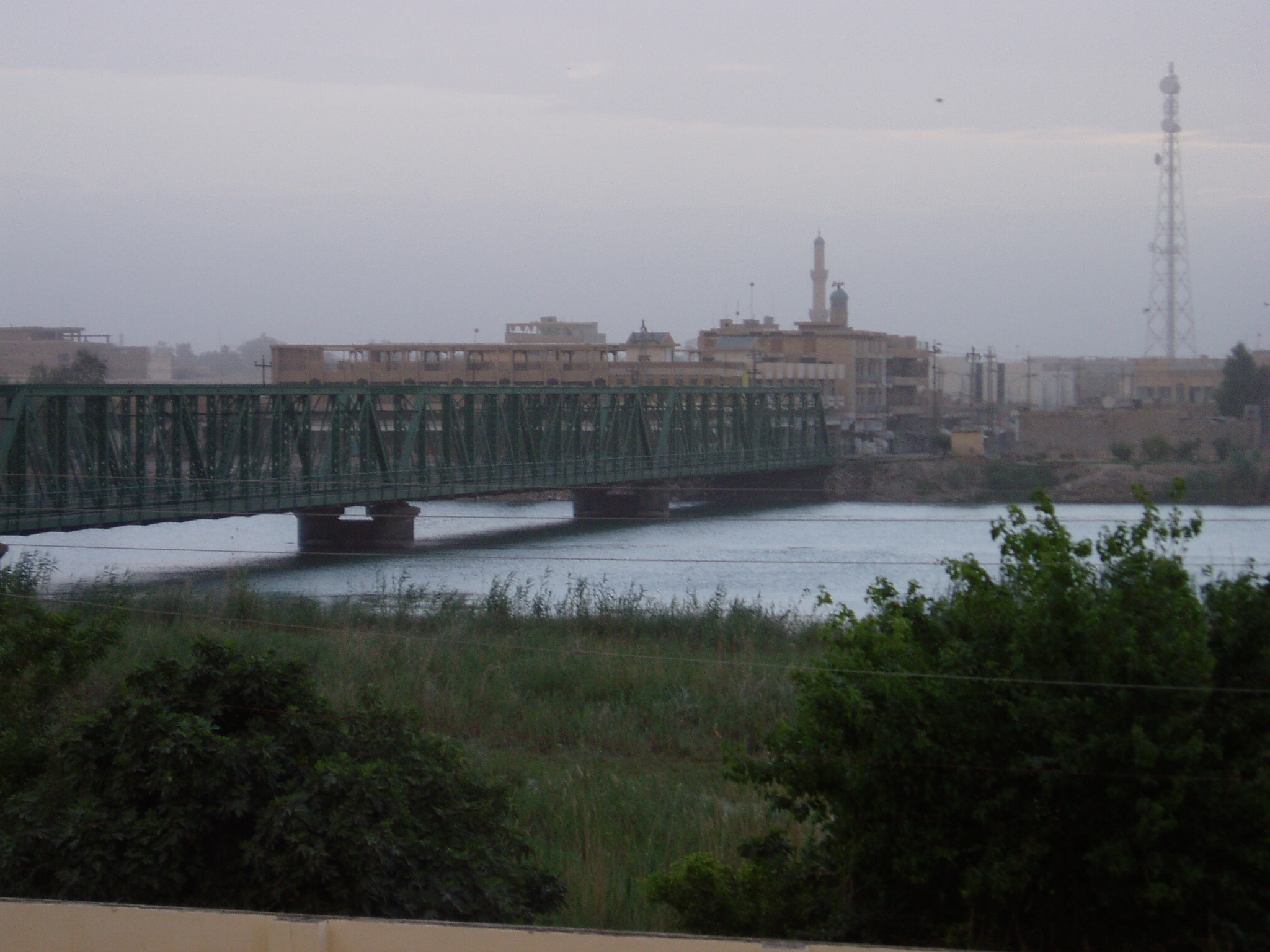
جسر الفلوجة الذي جرت قربه حادثة بلاك ووتر

كانت الفلوجة إحدى المدن الهادئة بعد سقوط بغداد مقارنة بالمدن الأخرى حيث لم تقع فيها أعمال السلب والنهب التي أعقبت سقوط بغداد والتي انتشرت في بعض المناطق في العراق وخاصة العاصمة بغداد. وعندما قامت القوات الأمريكية بدخول الفلوجة وأخذ مراكز لها في مباني المدارس وبعض مباني الدوائر الرسمية الأخرى ومقرات حزب البعث في 28 أبريل 2003م، تظاهر 200 شخص من سكان المدينة بتظاهرة احتجاجية رداً على تصرفات الجنود الأمريكان من اعتقالات ومداهمات وأنتهت هذه التظاهرة بصورة عنيفة وقتل 17 من الأشخاص المشاركين في التظاهرة وجرح 30 شخصاً تقريبا، أمام إحدى المدراس التي استخدمها الجيش الأمريكي كمواقع عسكرية، ويعتبر بعض المراقبين إن هذه الحادثة الشرارة الأولى التي أدت بعدها بأيام لقيام مسلحين بمهاجمة مقر للقوات الأمريكية في مبنى الشعبة الحزبيه وقاموا بإطلاق 6 قذائف آر بي جي على تجمع للقوات الأمريكية قتل فيها 3 جنود وأصيب 4 آخرون وكانت هذه الحادثة انتقام لما قامت بيها القوات الأمريكية من قتل المدنيين قرب المدرسة المذكورة وكانت هذه أول عملية لتشتعل بعدها الفلوجة بعمليات المقاومة ضد القوات الأمريكية .
في 2 أكتوبر 2003 أسقط مسلحون عراقيون مروحية شينوك أمريكية في الفلوجة - ضاحية الكرمة مما أدى إلى مقتل 16 جندي أمريكي وجرح 26 آخرين.
وفي 31 مارس 2004 وقعت عملية تم نشرها من قبل وكالات الأنباء العالمية حيث تم قتل أربعة من حراس وموظفي شركة بلاك وتر الأمريكية في المدينة وتم سحل جثثهم في الشوارع وحرقها وعلقت الجثث فيما بعد على الجسر في أطراف المدينة.
وردت القوات الأمريكية على هذه العملية بسلسلة من هجمات القصف المكثف انتقاماً من أهالي المدينة بحجة القضاء على تنظيم القاعدة وحاولوا السيطرة على المدينة وذلك بمساعدة الجيش العراقي إلا إن أهالي الفلوجة تصدوا للقوات الأمريكية وعرفت بما يسمى معركة الفلوجة الأولى التي انتصرت فيها مدينة الفلوجة على القوات الأمريكية حتى أن الأمريكان لم يعد باستطاعتهم دخولها إلا بشروط يفرضها المسلحون المقاومة ووجهاء المدينة.
ولم يستمر ذلك طويلا حتى أعدّت القوات الأمريكية لمعركة ثانية معركة الفلوجة الثانية وقبل الهجوم البري على المدينة قامت القوات الأمريكية بقطع تيار الكهرباء والمياه عن المدينة وبقصف المدينة لأكثر من خمسة أشهر متواصلة منذ شهر أيار 2004 إلى بداية الهجوم في نهاية عام 2004. وقامت القوات الأمريكية بتدمير المستشفيات والمراكز الطبية وقد استعمل الجيش الأمريكي مختلف الأسلحة الكيماوية المحرمة دولياً القنابل الفوسفورية وقنابل النابالم شديدة الاحتراق على أهالي الفلوجة فأدى إلى مقتل العديد من المدنيين ونزوح الآلاف ومن ثم ساندت القوات الأمريكية قوات الحرس الوطني بعمليات تخريبة لمباني ومساجد وبيوت المدينة.
واستطاعت القوات الأمريكية دخول مركز المدينة ولكن بعد دخولها عادت الجماعات المسلحة للمقاومة وقد استمرت الاشتباكات والمواجهات حتى أواخر عام 2007م.
في 15 نوفمبر 2004م، أعلن إياد علاوي في مقابلة متلفزة انتهاء معركة الفلوجة وأن الهجوم على الفلوجة حقق أهدافه بالرغم من أن القتال استمر بعد ذلك.
في منتصف ديسمبر 2004م سمح للنازحين من سكان الفلوجة بالعودة إلى منازلهم بعد إجراء تدقيقات تحليلية على العائدين حيث زود العائدون ببطاقات شخصية خاصة من قبل القوات الأمريكية.
في 24 ديسمبر 2004م اضطرت القوات الأمريكية إلى الانسحاب إلى الأحياء الشرقية من المدينة بسبب هجمات الجماعات المسلحة.
في 28 ديسمبر 2004م نشرت جماعة مسلحة شريط يظهر إعدام ونحر 20 من أفراد الحرس الوطني العراقي في الفلوجة بتهمة القتال إلى جانب الجيش الأمريكي.
بعد معركتي الفلوجة منذ بداية عام 2005م وحتى أواخر 2007م، استمرت أعمال العنف والقتال المسلح في مدينة الفلوجة مع التفجيرات والعمليات المسلحة.

### الوضع الحالي

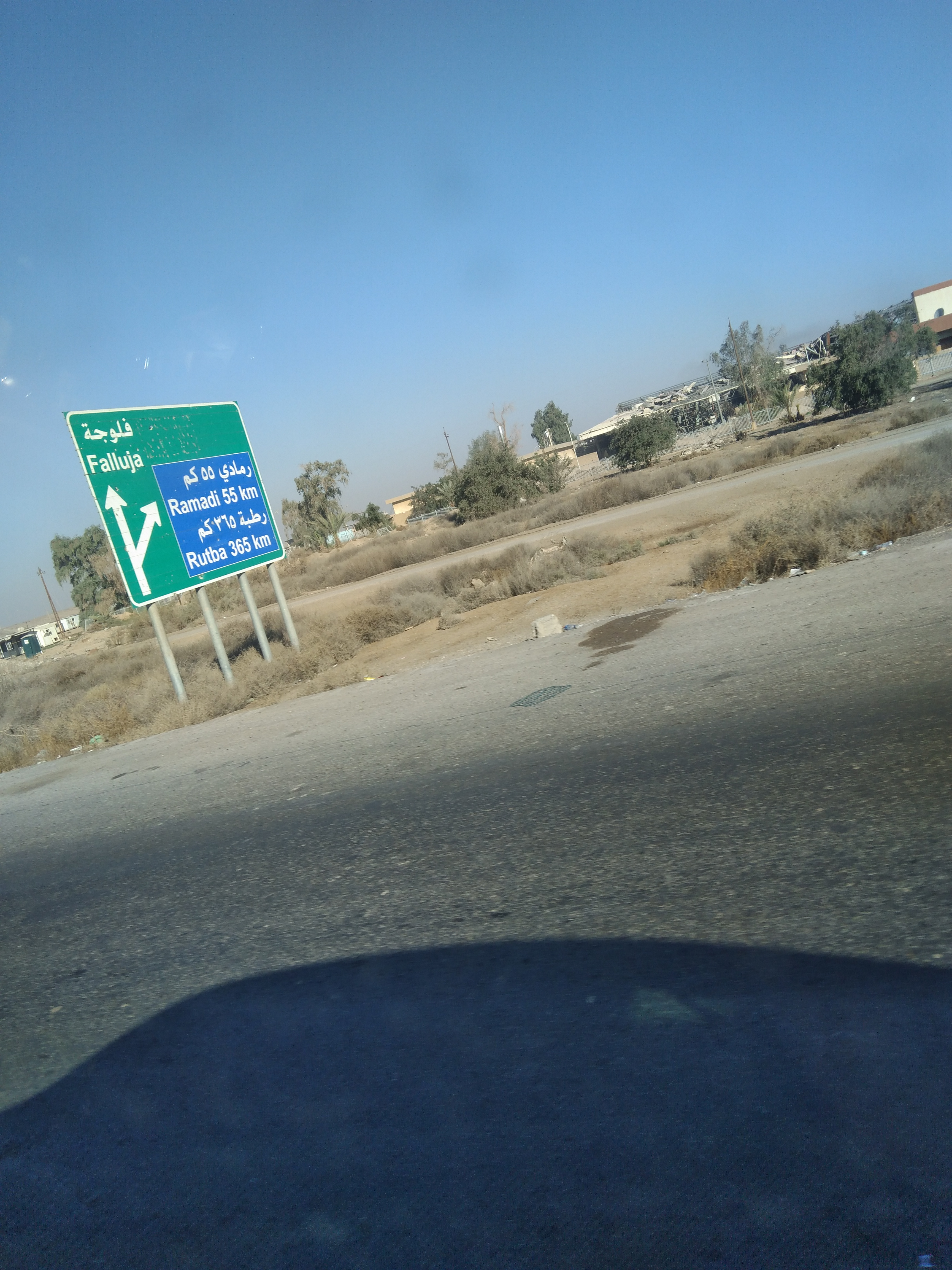
لوحة إرشادية عند مدخل مدينة الفلوجة مع توجيه إلى الرمادي والرطبة.

تعرضت المدينة إلى أضرار في بناياتها وبنيتها التحتية خلال معركة الفلوجة الثانية التي أعقبت غزو العراق وسقوط بغداد في 2003م، والتي قدرت بإلحاق أضرار في 90% من مرافق وبنايات المدينة. 

استنادا إلى تقارير القوات الأمريكية فإن أكثر من نصف البيوت في الفلوجة والتي ويقدر عددها 11,000 منزل من 7,000 منزل قد تعرضت إلى أضرار واستنادا على تقارير من شبكة إن بي سي (NBC) الإخبارية فإن 3000 منزل قد دمر وقد قامت القوات الأمريكية بتعويض 2,500 طلب تعويضا عن الأضرار فقط.

### ما بعد انتهاء العمليات العسكرية في الفلوجة
- في 18 مارس 2007 قام مسلحو تنظيم القاعدة بتفجير صهريج لغاز الكلور السام جنوب الفلوجة تسبب في مقتل ثلاث جنود أمريكيين وشخصين واختناق 350 شخص في الفلوجة - ناحية العامرية.
- في 18 مايو 2008 انسحبت القوات الأمريكية تقريباً بالكامل من مدينة الفلوجة.
- في 26 يونيو 2008 قُتل ثمانية جنود أمريكيين وجرح ستة وعشرين آخرين عندما قام شرطي بتفجير حزام ناسف على تجمع لجنود أمريكيين في الفلوجة - ضاحية الكرمة.
- تشهد الفلوجة هدوء واستقرار بعد سيطرة الشرطة على مدينة الفلوجة بعد إخراج مسلحي القاعدة وبعد انسحاب القوات الأمريكية من القواعد والثكنات العسكرية في بداية شهر آيار/مايو من سنة 2008م. وحسب تصريحات قيادة شرطة الفلوجة فقد عاد (155,000 شخص) من النازحين إلى الفلوجة خلال عامي 2007م-2008م.

### أحداث الأنبار والحرب على داعش

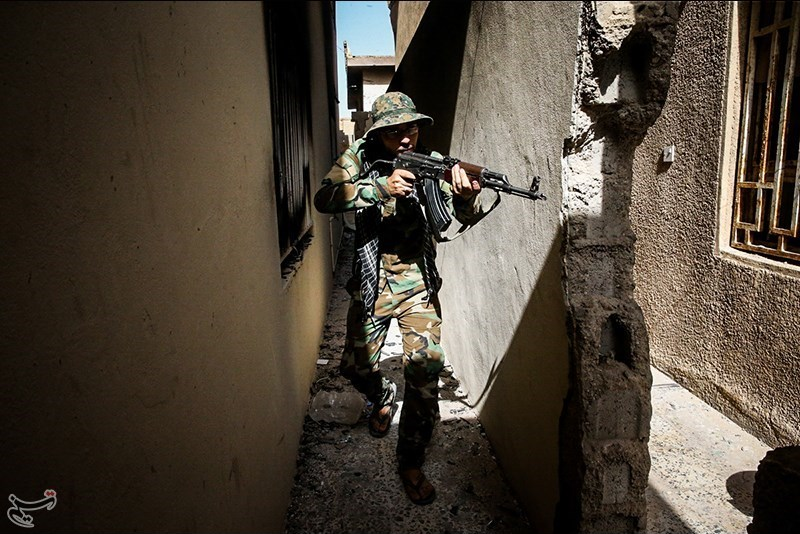
مقاتل من الحشد الشعبي في الفلوجة

- في بداية عام 2014 سيطر عليها تنظيم (داعش) بالكامل.
- وفي 17 يونيو 2016م أعلنت قيادة العمليات المشتركة السيطرة على قائمقامية الفلوجة ومستشفى الفلوجة العامة وتحرير مدينة الفلوجة بعد معارك عنيفة ضد تنظيم داعش.[13][14]
- في اليوم الأحد 26 يونيو/حزيران 2016 سيطر الجيش العراقي على مدينة الفلوجة وتحررت بالكامل من تنظيم «داعش».[15][16][17][18]